# Caius Iulius Archelaus Antiochus Epiphanes
Caius Iulius Archelaus Antiochus Epiphanes, dit aussi Arkelos Antiochos Épiphane, est le fils du dernier roi de Commagène Antiochos IV (Gaius Julius Antiochos IV Épiphane) et de Iotopa (probablement Iotapé de Commagène, sœur de Antiochos IV (?)).
Il épouse Claudia Capitolina, la fille de Tiberius Claudius Balbilus, éminent savant, homme politique et astrologue romain sous les empereurs romains Claude à Vespasien, préfet d'Égypte de Néron de 55 à 59. De cette union, il est le père de Gaius Julius Antiochus Epiphanes Philopappus (« Philopappos »), sénateur et consulaire romain, dont un monument à sa mémoire existe à Athènes, et de Julia Balbilla, poétesse.

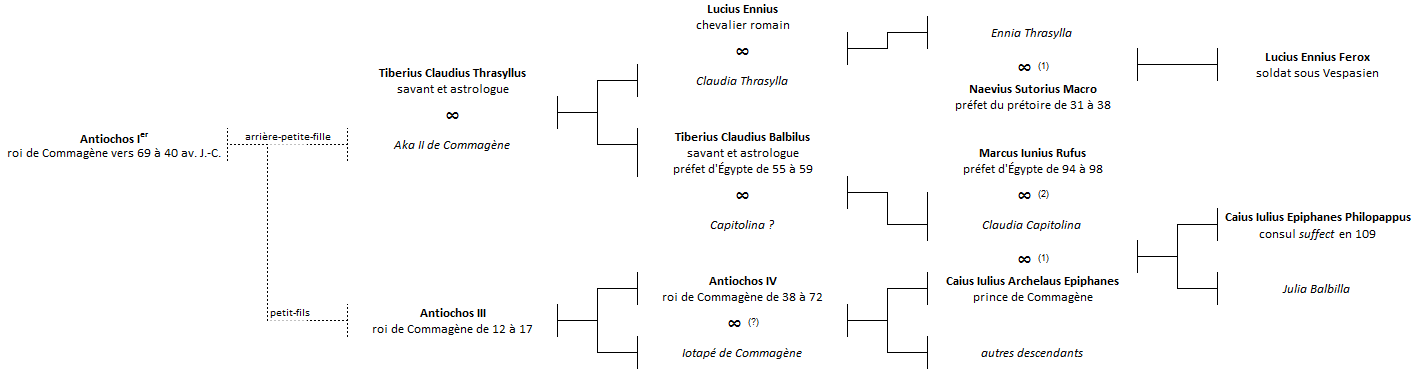
Famille de Tiberius Claudius Balbilus de l'époque des Julio-Claudiens aux Antonins. Arbre non exhaustif.

## Source
- Cyrille Toumanoff, Les dynasties de la Caucasie chrétienne de l'Antiquité jusqu'au XIXe siècle : Tables généalogiques et chronologiques, Rome, 1990, p. 398-399